# 22è Festival Internacional de Cinema de Canes
El 22è Festival Internacional de Cinema de Canes es va dur a terme del 8 al 23 de maig de 1969. En aquest festival s'afegeix una nova secció no competitiva anomenada "Quinzena dels realitzadors", en resposta a la cancel·lació del festival de 1968.
El Grand Prix du Festival International du Film fou atorgat a If.... de Lindsay Anderson. El festival va obrir amb Sweet Charity, dirigida per Bob Fosse.

## Jurat
Les següents persones foren nomenades membres del jurat pel festival de 1969:
Pel·lícules
- Luchino Visconti (Itàlia) (president)
- Txinghiz Aitmatov (URSS)
- Marie Bell (França)
- Jaroslav Boček (Txecoslovàquia)
- Veljko Bulajić (Iugoslàvia)
- Stanley Donen (EUA)
- Jerzy Glucksman (Suècia) (estudiant)
- Robert Kanters (France) (crític)
- Sam Spiegel (EUA)

Curtmetratges
- Charles Duvanel (Suïssa)
- Mihnea Gheorghiu (Romania)
- Claude Soulé (França) (funcionari del CST)

## Selecció oficial

### Pel·lícules en competició
Les següents pel·lícules foren seleccionades per competir pel Grand Prix du Festival International du Film:
- Ådalen 31 de Bo Widerberg
- Všichni dobří rodác de Vojtěch Jasný
- The Appointment de Sidney Lumet
- Calcutta de Louis Malle
- Dillinger è morto de Marco Ferreri
- Don't Let the Angels Fall de George Kaczender
- Antonio das mortes de Glauber Rocha
- Easy Rider de Dennis Hopper
- Faráruv konec d'Evald Schorm
- Flashback de Raffaele Andreassi
- Le Grand amour de Pierre Étaix
- Polowanie na muchy d'Andrzej Wajda
- Nihon no seishun de Masaki Kobayashi
- If.... de Lindsay Anderson
- Isadora de Karel Reisz
- Biće skoro propast sveta d'Aleksandar Petrović
- Gli intoccabili de Giuliano Montaldo
- Michael Kohlhaas - Der Rebell de Volker Schlöndorff
- Manden der tænkte ting de Jens Ravn
- Matzor de Gilberto Tofano
- Metti una sera a cena de Giuseppe Patroni Griffi
- Ma nuit chez Maud de Éric Rohmer
- The Prime of Miss Jean Brodie de Ronald Neame
- Slaves de Herbert Biberman
- España otra vez de Jaime Camino
- Z de Costa Gavras

### Pel·lícules fora de competició
Les següents pel·lícules foren exhibides fora de competició:
- Andrei Rublev d'Andrei Tarkovsky
- L'Amour de la vie – Artur Rubinstein de François Reichenbach
- Zbehovia a pútnici de Juraj Jakubisko
- Et L'Angleterre Sera Détruite de János Veiczi
- Sweet Charity de Bob Fosse
- That Cold Day in the Park de Robert Altman

### Curtmetratges en competició
Els següents curtmetratges competien per Palma d'Or al millor curtmetratge:
- Le Ballet des Jacungos de Jean Manzon
- Cîntecele Renasterii de Mirel Ilieşiu
- Goldframe de Raoul Servais
- L'Homme aux chats de Henri Glaeser
- Moc osudu de Jiří Brdečka
- Niebieska kula de Miroslaw Kijowicz
- La Pince à ongles de Jean-Claude Carrière
- Red Arrows de John Edwards
- Short Seven de Jonne Severijn
- Su sambene non est aba de Luigi Gonzo i Manfredo Manfredi
- Toccata de Herman van der Horst
- El Triunfo de la muerte de José María Gutiérrez
- Das Verräterische Herz de Paul Anczykowski
- World of Man d'Albert Fischer & Michael Collyer

## Secció paral·lela

### Setmana Internacional dels Crítics
Els següents llargmetratges van ser seleccionats per ser projectats per a la vuitena Setmana de la Crítica (8e Semaine de la Critique):
- Cabascabo d'Oumarou Ganda (Níger)
- Charles mort ou vif d'Alain Tanner (Suïssa)
- La Dame de Constantinople de Judit Elek (Hongria)
- La Hora de los hornos de Fernando Solanas (Argentina)
- King, Murray de David Hoffman (Estats Units)
- More de Barbet Schroeder (Luxemburg)
- My Girlfriend's Wedding de Jim McBride (Estats Units)
- Pagine chiuse de Gianni da Campo (Itàlia)
- La Rosière de Pessac de Jean Eustache (França)
- La Voie de Mohamed Slimane Riad (Algèria)
- In the Year of the Pig d'Emile de Antonio (Estats Units)
- Jagdszenen aus Niederbayern de Peter Fleischmann (RFA)
- Pars n'existe pas de Robert Benayoun (França)

### Quinzena dels realitzadors
Les següents pel·lícules foren exhibides en la Quinzena dels realitzadors de 1969 (Quinzaine des Réalizateurs):
- Acéphale de Patrick Deval (França)
- Adam 2 de Jan Lenica (RFA)
- Ballade pour un chien de René Allio, Gérard Vergez (França)
- Barravento de Glauber Rocha (Brasil)
- Entre la mer et l'eau douce de Michel Brault (Canadà)
- Brandy In the Wilderness de Stanton Kaye (Estats Units)
- O Bravo Guerreiro de Gustavo Dahl (Brasil)
- Brasil Ano 2000 de Walter Lima Jr (Brasil)
- Calcutta (doc.) de Louis Malle (França)
- Capitu de Paulo Cezar Saraceni (Brasil)
- Capricci de Carmelo Bene (Itàlia)
- Christopher's Movie Matinee de Mort Ransen (Canadà)
- Le Cinématographe de Michel Baulez (França)
- De mère en fille (doc.) d'Anne-Claire Poirier (Canadà)
- Kōshikei de Nagisa Oshima (Japó)
- Shinjuku Dorobō Nikki de Nagisa Oshima (Japó)
- Drôle de jeu de Pierre Kast (França)
- Duett för kannibaler de Susan Sontag (Suècia)
- Eine Ehe de Hans Rolf Strobel, Heinrich Tichawsky (RFA)
- The Ernie Game de Don Owen (Canadà)
- L'été de Marcel Hanoun (França)
- Cara a cara de Júlio Bressane (Brasil)
- La primera carga al machete de Manuel Octavio Gomez (Cuba)
- Pět holek na krku d'Evald Schorm (Txecoslovàquia)
- Fuoco! de Gian Vittorio Baldi (Itàlia)
- Une femme douce de Robert Bresson (França)
- Les Gommes de Francis Deroisy (Belgium)
- Head de Bob Rafelson (Estats Units)
- Het compromis de Philo Bregstein (Països Baixos)
- The Illiac Passion de Gregory Markopoulos (França)
- Image, Flesh and Voice d'Ed Emshwiller (Estats Units)
- Invasión de Hugo Santiago (Argentina)
- Jardim de guerra de Neville dAlmeida (Brasil)
- Le Joujou Chéri de Gabriel Axel (Dinamarca)
- Jusqu’au cœur de Jean-Pierre Lefèbvre (Canadà)
- Kid Sentiment de Jacques Godbout (Canadà)
- Le lit de la Vierge de Philippe Garrel (França)
- Lucía de Humberto Solas (Cuba)
- Mai 68, la belle ouvrage (doc.) de Jean-Luc Magneron (França)
- Marie de Márta Mészáros (Hongria)
- Marketa Lazarová de František Vláčil (Txecoslovàquia)
- Money, Money de José Varela (França)
- The Most Beautiful Age de Jaroslav Papoušek (Txecoslovàquia)
- Mumbo-Jumbo de Jean-Luc Magneron (França)
- Nocturn 29 de Pere Portabella (Spain)
- Nous n'irons plus au bois de Georges Dumoulin (França)
- Nostra Signora dei Turchi de Carmelo Bene (Itàlia)
- Partner de Bernardo Bertolucci (Itàlia)
- Paul de Diourka Medveczky (França)
- Paulina s'en va d'André Téchiné (França)
- La Poupée Rouge de Francis Leroi (França)
- Rhodesia Countdown de Michael Raeburn (Zimbàbue)
- Scratch Harry d'Alex Matter (Estats Units)
- Sirokkó de Miklos Jancso (Hongria)
- Les contrebandières de Luc Moullet (França)
- Soliloquy de Stephen Dwoskin (Gran Bretanya)
- Terry Withmore For an Example de Bill Brodie (Suècia)
- Three de James Salter (Estats Units)
- Ruusujen aika de Risto Jarva (Finlàndia)
- The Trip de Roger Corman (Estats Units)
- Tu imagines Robinson de Jean-Daniel Pollet (França)
- Vie provisoire de Mauricio Gomez Leite (Brasil)
- Les vieilles lunes de David Fahri (Suïssa)
- Le viol d'une jeune fille douce de Gilles Carle (Canadà)
- Vive la mort de Francis Reusser (Suïssa)
- Le Voyage de Fernando Cony Campos (Brasil)
- Wheel Of Ashes de Peter Goldman (Estats Units)
- Yvon, Yvonne de Claude Champion (Suïssa)

Curtmetratges
- 5/7/35 de Jean Mazeas (França)
- Adrien s'éloigne de Claude Guillemot (França)
- Arrabal de Jacques Poitrenaud (França)
- Athènes, ville sourire de Lambros Liaropoulos (Grècia)
- Black Movie d'Adrian (filmmaker) (França)
- Chinese Chekers de Stephen Dwoskin (Gran Bretanya)
- Einer Mädchenhaut de Klaus Schönherr (França)
- Erin Ereinté de Jean-Paul Aubert (França)
- Flash-Parc de Frank Cassenti (França)
- Fuses de Carolee Schneemann (Estats Units)
- Galaxie de Gregory Markopoulos (França)
- Gedanken beim Befühlen de Klaus Schönherr (França)
- Hemingway de Fausto Canel (Cuba)
- Jeanne et la moto de Diourka Medveczky (França)
- Journal de séjour a Marseille de C. Lindenmeyer, Gérard Levy-Clerc (França)
- La page dévoilée de Jim Hodgetts et Mike Marshall (França)
- La poursuite impitoyable de J.J. Schakmundes, R. Guillon (França)
- Le mariage de Clovis de Daniel Duval (França)
- Le Sursitaire de Serge Huet (França)
- Les Stabiles de Christian Lara (França)
- Libi d'Otto Muehl (França)
- Marie et le Curé de Diourka Medveczky (França)
- Miss Paris et le Majordome de Georges Dumoulin (França)
- Monsieur Jean-Claude Vaucherin de Pascal Aubier (França)
- N.O.T.H.I.N.G. de Paul Sharits (França)
- Naissant de Stephen Dwoskin (Gran Bretanya)
- On the Every Day of the Eyes of Death de Robert Beavers (França)
- Paris des Négritudes de Jean Schmidt (França)
- Permanence de Busioc Ionesco (Romania)
- Que s'est-il passé en Mai? de Jean-Pierre Savignac (França)
- Rohfilm de G. Hein (França)
- S. Macht am Sonntag-Nachmittag keinen Film de Dieter Meier (França)
- Scenes from Under Childhood de Stan Brakhage (França)
- Souvenir de la nuit du 4 de Patrice Gauthier, Henry Lange (França)
- Speak de John Latham (Gran Bretanya)
- The Mysteries de Gregory Markopoulos (França)
- Twice A Man de Gregory Markopoulos (França)
- Untebrochene Flugverbindungen de Dieter Meier (França)
- Versucht mit Synth. Ton de Kurt Kren (França)
- Winged Dialogue de Robert Beavers (França)

## Premis

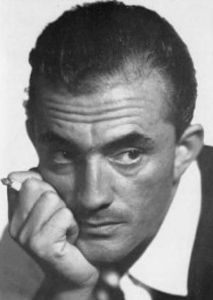
Luchino Visconti, President del jurat

### Premis oficials
Els guardonats en les seccions oficials de 1969 foren:
- Grand Prix International du Festival: If.... de Lindsay Anderson
- Gran Premi especial del jurat: Ådalen 31 de Bo Widerberg
- Millor director:
  - Glauber Rocha per Antonio das mortes
  - Vojtěch Jasný per Všichni dobří rodáci
- Millor actriu: Vanessa Redgrave per Isadora
- Millor actor: Jean-Louis Trintignant per Z
- Premi del jurat: Z de Costa Gavras (Unanimitat)
- Millor primer treball: Easy Rider de Dennis Hopper

Curtmetratges
- Palma d'Or al millor curtmetratge: Cîntecele Renasterii de Mirel Ilieşiu
- Prix spécial du Jury: La Pince à ongles de Jean-Claude Carrière

### Premis independents
FIPRESCI
- Premi FIPRESCI: Andrei Rublev d'Andrei Tarkovsky

Commission Supérieure Technique
- Gran Premi Tècnic - Menció especial: Všichni dobří rodáci de Vojtěch Jasný
- Curtmetratge - Menció especial: Cîntecele Renasterii de Mirel Ilieşiu i Toccata de Herman van der Horst

## Mèdia
- INA: Obertura del festival de 1969 (francès)
- INA: Tancament del festival de 1969 (francès)